# محدودکننده جسمی

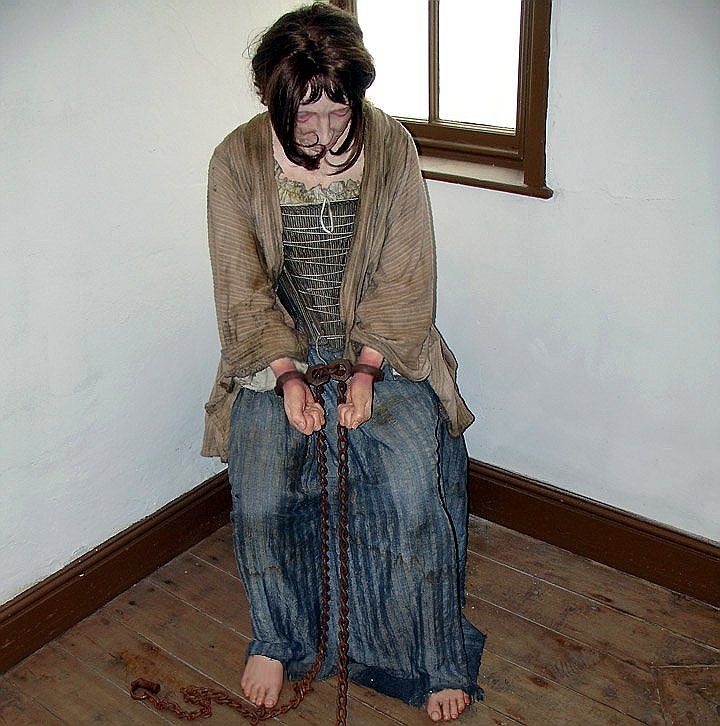
دستبندها و زنجیرهایی از آهن فرفورژه که قبلاً برای زندانیان استفاده می‌شده‌است. ولز، قرن نوزدهم (نمایشگاه موزه)

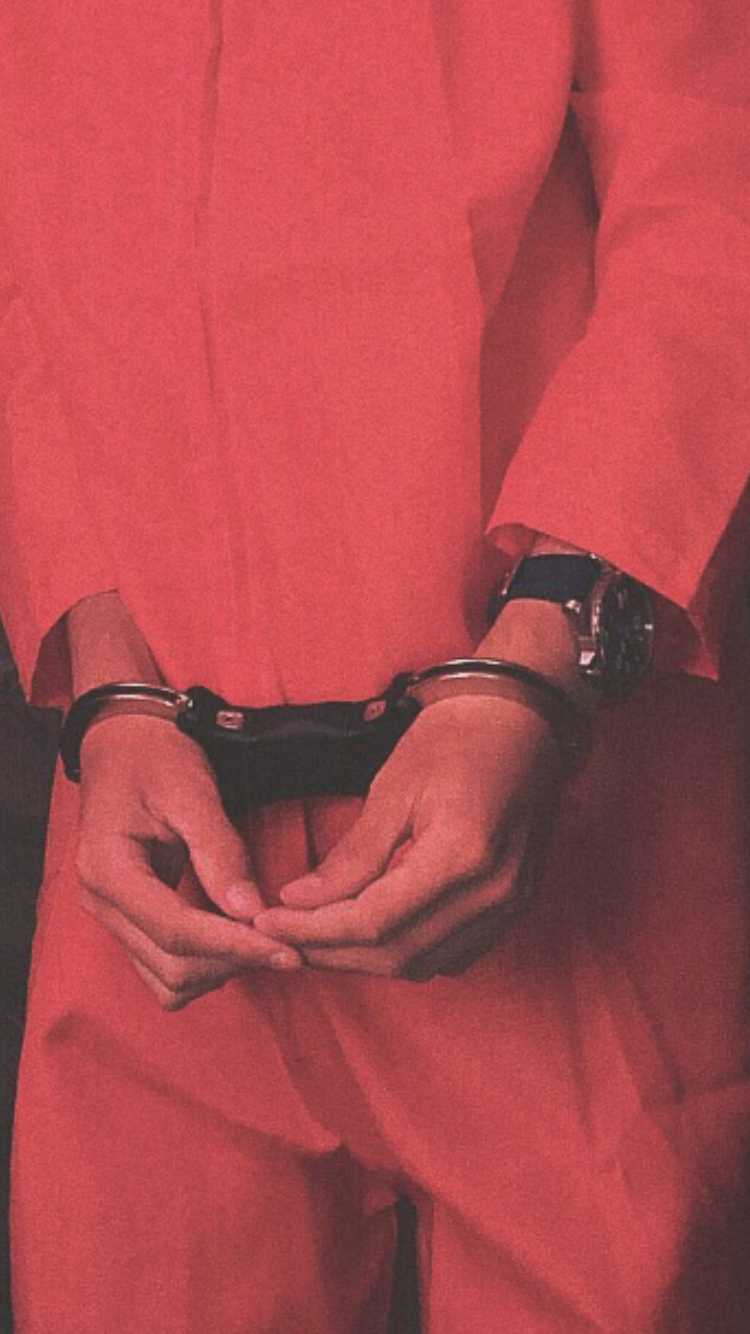
دستبندی مدرن

محدودکننده جسمی (به انگلیسی: Physical restraint) اشاره دارد به محدود کردن هدفمند، یا ایجاد ممانعت در آزادی‌های حرکتی و بدنی فرد.